# 高松和男
高松 和男（たかまつ かずお、1927年3月12日 - ）は、日本の経営学者。

## 来歴
福島経済専門学校（1947年卒業、現・福島大学）を経て、1950年に東北大学経済学部（旧制）を卒業した。卒業後は、福島大学で講師を務めた後東北大学に移り、助教授を経て、教授に就任した。1962年「現代会計の原理 : 制度論的会計理論の展開」で東北大学から経済学博士の学位を取得した。1971年に初代創価大学学長となる。1984年に日本経営分析学会（現・日本経済会計学会）の初代会長に就任した。

## 著書

### 単著
- 『価格変動と資産会計』中央経済社、1954年
- 『簿記原理』青林書院、1960年
- 『現代会計の原理―制度論的会計理論の展開』ダイヤモンド社、1960年
- 『簿記事典』青林書院、1961年
- 『100万人の財務分析―中小企業のための経営分析の手びき』日本生産性本部、1963年
- 『近代会計学新講』ダイヤモンド社、1963年
- 『新商法規則による会社経理と決算』日本生産性本部、1964年
- 『財務管理論』税務経理協会、1966年
- 『簿記論』税務経理協会、1966年
- 『流動性分析』日本生産性本部〈経営分析シリーズ(4)〉、1967年
- 『例解会計学』中央経済社、1968年
- 『持分会計論』森山書店〈会計学叢書〉、1969年
- 『会計学概論』同文館出版、1970年
- 『簿記通論』実教出版、1974年
- 『財務諸表演習』税務経理協会、1975年
- 『簿記演習』税務経理協会、1975年
- 『経営分析の実務 (1975年) 』日本生産性本部〈計数管理のための新会計実務シリーズ(1)〉、1975年
- 『財務分析入門―実務のための基礎と応用』日本生産性本部、1979年
- 『アメリカ会計原則の展開』同文館出版〈会計学専門研究シリーズ〉、1982年
- 『経営分析と経営情報』同文館出版、1997年
- 『高松和男著作集』税務経理協会、1998年

### 共編著
- 『経営分析と会計情報』（森脇彬 ・美馬武千代 ・前田清隆と共編著）同文館出版、1990年

### 主な論文
- <高松和男